# Baba Zula

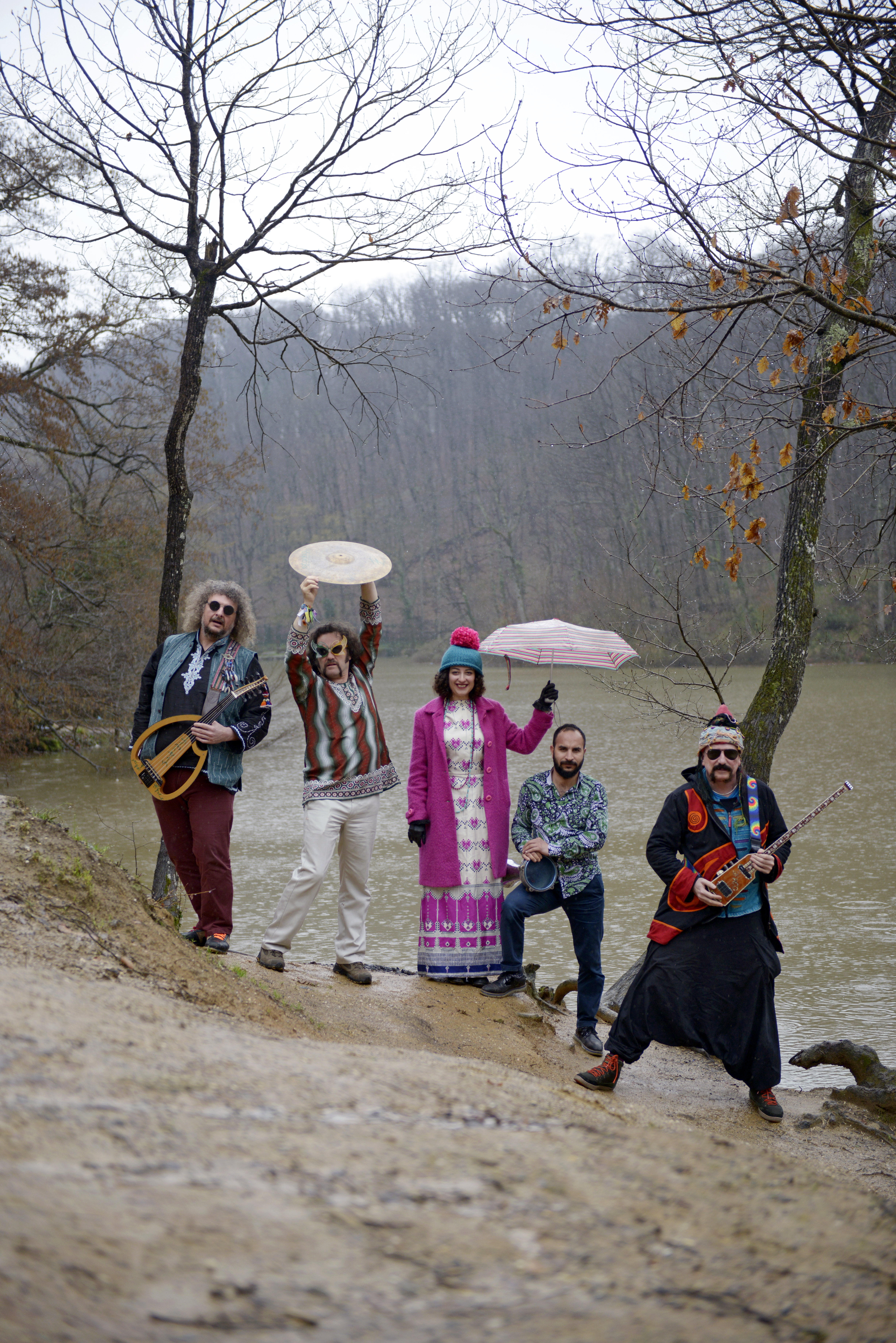
Baba Zula in 2011

BaBa ZuLa is een Turkse alternatievemuziekgroep, die is opgericht in Istanboel in 1996. De groep mengt oriëntaalse instrumenten en invloeden met elektronica. Tot hun inspiratiebronnen rekenen ze Turkse folk en psychedelische rock uit de jaren 1960 en 1970, van artiesten als Barış Manço, Selda Bağcan en Erkin Koray.
De groep trad onder andere op op Klinkende Munt Festival (België), Into the Great Wide Open, the Boost Festival en Le Guess Who? (Nederland), Era Nowe Horyzonty (Wrocław, Polen) en Roskilde (Denemarken) en in Ancienne Belgique, Paradiso, Vera (Groningen) en EKKO.

## Leden
- Osman Murat Ertel - elektrische saz,  gitaar, theremin, zang (1996- )
- Mehmet Levent Akman - elektronica, percussie, gong, houten lepels (1996– )
- Özgür Çakirlar - percussie, darbuka, bendir, davul, (2012– )
- Melike Şahin - zang (2012– )
- Can Aydemir - bas
- Periklis Tsoukalas – elektrische oud, zang, synthesizer (2011– )